# Jaworów (województwo dolnośląskie)
Jaworów (do 1945 r. niem. Jauer) – wieś w Polsce położona w województwie dolnośląskim, w powiecie strzelińskim, w gminie Wiązów. 

## Podział administracyjny
W latach 1975–1998 miejscowość administracyjnie należała do województwa wrocławskiego.

## Historia nazwy
Nazwa miejscowości pochodzi od polskiej nazwy drzewa jawor (łac. Acer pseudoplatanus), które jest drzewem rozpowszechnionym w Sudetach. Pierwotnie miejscowość nazywała się Jaworowice i składała się z nazwy źródłowej jawor oraz patronimicznej, słowiańskiej końcówki -wice rozpowszechnionej w polskim nazewnictwie miejscowym. Nazwę miejscowości w staropolskich, zlatynizowanych formach Iauorouo, Iaurowiz notuje wraz z sąsiednimi wsiami jak np. Witostowice Raczyce oraz Skalice spisana po łacinie w latach 1269–1273 Księga henrykowska m.in. we fragmencie: "Sed sciendum, quod nunc in ipso territorio Colacsowe consistunt nunc quedam villule, quarum nomina sunt hec: Withostowizi cum suo circuitu, Rascizhci, Scalizci, Iauorowizi"

## Zabytki
Do wojewódzkiego rejestru zabytków wpisany jest:
- kościół parafialny pw. św. Michała Archanioła, z XV w., przebudowany w XIX w.

## Osoby związane z miejscowością
Jarosław Furgała (1919–2020) – rzeźbiarz ludowy, zamieszkały w Jaworowie